# Benito Juárez, Veracruz
Benito Juárez är en ort i Mexiko.   Den ligger i kommunen Benito Juárez i delstaten Veracruz, i den sydöstra delen av landet, 190 km nordost om huvudstaden Mexico City. Benito Juárez ligger 264 meter över havet och antalet invånare är 13 001.
Terrängen runt Benito Juárez är huvudsakligen kuperad. Benito Juárez ligger nere i en dal. Runt Benito Juárez är det ganska tätbefolkat, med 56 invånare per kvadratkilometer. Närmaste större samhälle är Xochiatipan de Castillo, 10,0 km sydväst om Benito Juárez. Trakten runt Benito Juárez består till största delen av jordbruksmark.